# Златан Стипишић
Златан Стипишић (Сплит, 13. август 1968), познатији под уметничким именом Gibonni (транскр.  Џибони), хрватски је музичар.
Џибонијева музика (својеврсна мјешавина попа, етно и world музике) је посебна по јединственој, меланхоличној медитеранској атмосфери и интимној лирици. Његове пјесме изводили су бројни познати умјетници, а на многим музичким фестивалима освајале су главне награде.

## Почетак каријере
Каријеру је почео као пјевач сплитског хард-рок бенда „Осми путник” након чијег распада и кратке каријере у Дивљим јагодама сарађује с Дином Дворником и Оливером Драгојевићем. У том раздобљу пише и компонује неке од својих највећих хитова.

## Са мном или без мене
Убрзо је након његовог првог албума названог »Са мном или без мене« дошло до преокрета који је промијенио цијелу његову будућу каријеру: Џибони је написао пјесму »Цесарица« за Оливера Драгојевића. Данас се у Хрватској та пјесма сматра највећим хитом икад испјеваним. Џибони је одмах постао тражени композитор чије су пјесме без изузетка постајале велики хитови.

## Ноина арка
На албум »Ноина арка«(1993) уврстио је пјесме „Златне године”, коју је написао у сарадњи са Зринком Тутићем за истоимени филм, те „Ми смо прваци” која је проглашена химном хрватског Олимпијског савеза. У том албуму су и хитови „Нек се дите зове као ја”, „Добри јуди” и „Тебе нисам био вриједан”.

## Круна од перја, Ружа вјетрова
Самостално наступа с Бруном Ковачићем, а затим формира групу у саставу: Џибони, Бруно Ковачић, Ренато Шворинић, Гордан Дорвак и Јосип Андрић. У том саставу Џибонијева група снима два албума: »Круна од перја« (1995) и »Ружа вјетрова« (1997) Премда у том периоду Џибони ствара своје најљепше пјесме (Двије душе, Оздрави ми ти, Живот ме уморио, Липа моја, Ово ми је школа, Темпера, Ако ме носиш на души, Еј вапоре), тек након распада те групе и са сљедећим албумима сазријева вријеме за прва службена признања и награде у облику Порина. Тиме почиње комерцијалнија Џибонијева фаза која изазива велик успјех међу ширим масама и критичарима.

## Јуди, звири и бештимје
Сљедећи Џибонијев соло албум »Јуди, звири и бештимје» (Dallas Records) објављен је у Фебруару 1999. и био је то у том тренутку најпродаванији албум у Хрватској и Словенији с освојених 7 Порина. На њему су објављени хитови »Чиним праву ствар», »Пројди вило« и »И ја ћу будан сањати«. 1999. и 2000. Џибони је био на турнеји по Хрватској, Словенији и Босни и Херцеговини и одржао је бројне велике концерте (нпр. у загребачкој дворани »Ватрослав Лисински«). Послије успјеха с албумом »Јуди, звири и бештимје« објављен је DVD, »Миленијски концерт«, снимљен у Хрватском народном позоришту »Иван пл. Зајц« у Ријеци, гдје су му се, захваљујући новој ИСДН технологији, придружили бројни познати гости: Влатко Стефановски и клапа Камби.
Џибони држи рекорд најпосјећенијег концерта с концертом одржаним на загребачком стадиону Максимир пред 32.000 људи. Основао је фонд за талентовану дјецу без родитеља, објавио је књигу пјесама на Бриловом писму под називом »Двије душе« чији приход од продаје је био намијењен слијепим људима из локалне заједнице, а такође је учествовао на бројним добротворним аукцијама.
Његове музичке коријене је лако пронаћи јер је његов отац, Љубо Стипишић, вјероватно најактивнији архивар традиционалних пјесама свог подручја и цијењени етномузиколог.
Једни од Џибонијевих омиљених умјетника, клапа Камби, објавили су 2001. албум »Вриме од недије« на којем су у традиционалном и јединственом далматинском фолк извођењу обрађени Џибонијеви хитови.

## Миракул
Џибонијев дуго очекивани албум »Миракул«, објављен је 16. октобра 2001. и у неколико је дана постао најпродаванији албум у Хрватској. До данас је »Миракул« продан у више од 60.000 примјерака (у Хрватској, Словенији и Босни и Херцеговини) и најпродаваније је издање у 2001-ој и 2002. ој години. Бројне одличне критике прогласиле су »Миракул« за најбољи албум 2001. (што се протегло и на 2002) с неколико пјесама које већ сада заузимају значајно мјесто у хрватској музичкој историји. На »Миракулу« се налази 13 пјесама на којима учествује неколико међународно познатих музичара као што су бубњар Manu Katche, басисти Пино Паладино и Тони Левин, звијезда world музике Geoffrey Oryema, фронтмен италијанског бенда »Стадио« Гаетано Курери и Влатко Стефановски.
Године 2003. Златан Стипишић био је УНИЦЕФ-ов амбасадор добре воље.

## Унца Фибре
Дана 18. маја 2006. изашао је Џибонијев албум Унца фибре (водич за бродоломце и анђеле чуваре)”. 'Вриме Да Се Помирин Са Свитом' је пјесама која је прва отворила албум 'Унца фибре' на којима је Џибони остварио сарадњу са Гораном Баром те Маја-ом Азућена у пјесми Анђео У Теби за који је такође снимљен спот. То нису једини дуети које је Џибони остварио. Пјевао је са Ваном (бившом чланицом групе Е. Т.) у пјесми Ја ћу будан сањати те Оливером Драгојевићем у пјесми У љубав вјере немам. Концертом на Сплитским Грипама Џибони је 20. октобра 2006. по први пут извео композицију — Ево ме дома у дуету са Младеном из Т. Б. Ф-а. Уз већ споменуте на Сплитским Грипама придружиле су му се сестре Хусар те су отпјевали пјесму Анђео у теби.
Први концерт у Београду одржао је 25. октобра 2013. године, пред 17 хиљада посетилаца.

## Дискографија
- „Са мном или без мене”, (Кроација Рекордс, 1991)[5]
- „Ноина арка”, (Кроација Рекордс, 1993)
- „Круна од перја”, (Кроација Рекордс, 1994)[6]
- „Концерт”, (Кроација Рекордс, 1995)
- „Ружа вјетрова”, (Кроација Рекордс, 1996)[7]
- „Јуди, звири и бештимје”, (Далас Рекордс/с. и. н.. 1999)
- „24 Карата/18 Великих”, компилација, (Кроација Рекордс, 1999)
- „Миракул”, (Далас Рекордс, 2001)
- „Сви моји пунти кад се зброје”, (Box Set) (Далас Рекордс, 2003)
- „Унца фибре (водич за бродоломце и анђеле чуваре)”, (Далас Рекордс, 2006)
- „acoustic: electric”, (Далас Рекордс, 2007)
- „acoustic: electric”, special Christmas limited edition (Далас Рекордс, 2008)
- „Толеранца”, (Далас Рекордс, 2010)

## Фестивали
Сплит:
- Тебе нисам био вриједан, прва награда стручног жирија и победничка песма, '92
- Родни град '95

Задар:
- Живот ме уморио, победничка песма, '93
- Двије душе, победничка песма, '94
- Што је мени твоја невјера, '95

Мелодије хрватског Јадрана, Сплит:
- Добри људи, трећа награда публике, '93
- Липа моја, друга награда публике и награда за најбољи текст, '94
- Еј, вапоре, трећа награда публике и награда за најбољи текст, '95
- Ако ме носиш на души, прва награда публике, прва награда стручног жирија и награда за најбољи текст, Grand Prix фестивала, '96
- Пројди вило, прва награда публике, прва награда стручног жирија, награда за најбољи текст и најбољи аранжман, '98

Далматинска шансона, Шибеник:
- Сви моји пунти кад се зброје, победничка песма, 2001

Руњићеве вечери, Сплит:
- Ево мене, међу моје, 2009